# Мишко Адамчак
Мишко Адамчак (справжнє ім'я Михайло Адамчак; позивний «Лемко»; нар. 8 грудня 1986, м. Івано-Франківськ) — український музикант, співак, мультиінструменталіст, доброволець медичного батальйону «Госпітальєри» Української добровольчої армії, учасник російсько-української війни. Засновник гурту «КораЛЛі» (2006).

## Життєпис
Мишко Адамчак народився 8 грудня 1986 року в місті Івано-Франківську. Походить з лемківської родини.
2008 року закінчив Івано-Франківський національний технічний університет нафти і газу за фахом інженера-фізика. У 2008—2009 роках був рятувальником одного з гірськолижних курортів. Працював головним звукорежисером Івано-Франківського академічного обласного театру ляльок імені Марійки Підгірянки.
Учасник Помаранчевої революції та Революції гідності.
Започаткував ютуб-проєкт «Моя мотокраїна», в якому популяризує внутрішній туризм. 2019 року ініціював рекорд України з наймасовішого одночасного трембітання.

### Російсько-українська війна
У 2015—2017 роках на сході України служив водієм-парамедиком батальйону «Госпітальєри» Української добровольчої армії. Під час служби познайомився з Яною Зінкевич. Згодом повернувся до культурно-музичного напрямку. З початком широкомасштабного російського вторгнення знову в лавах батальйону. Учасник бойових дій на Київщині, Донеччині, Херсонщині та Запоріжжі.

## Творчість
Співавтор близько пів сотні пісень. Зібрав понад 300 лемківських казок, які записує в авторському проєкті «Оповім ти дашто».
Від 2006 — засновник гурту «КораЛЛі», з яким співає, грає на клавішних і сопілці. Веде сольний проєкт «Rock Sopilkar». На сопілці грав з гуртами «Kozak System», «ТНМК», «Sanna», «От Вінта» і «Скай».
Опанував також гру на флоярі, телинці, дуді, скрипці, гітарі, клавішних, дримбі та трембіті.
Артдиректор музичних фестивалів «Підкамінь», «Черемош-фест», а також є співорганізатором фестивалів «Під Покровом Тризуба», «Карпатський протяг» та «Оле, Довбуш».